# جيسي مينديولا
جيسيكا مينديولا توايل (من مواليد 3 ديسمبر 1992) ممثلة فلبينية. لعبت شخصية تيتولار في النسخة الجديدة من تليفيونولا ماريا مرسيدس المكسيكية عام 1992.

## روابط خارجية
- جيسي مينديولا على موقع IMDb (الإنجليزية)
- جيسي مينديولا على موقع قاعدة بيانات الفيلم (الإنجليزية)

- جيسي مينديولا في قاعدة بيانات الأفلام على الإنترنت
- JessyMendiolaعلى تويتر.

| سبقه جينيلين ميركادو | FHM Philippines Sexiest Woman of the Year (2016) | تبعه نادين لوستر |